# 吉野川

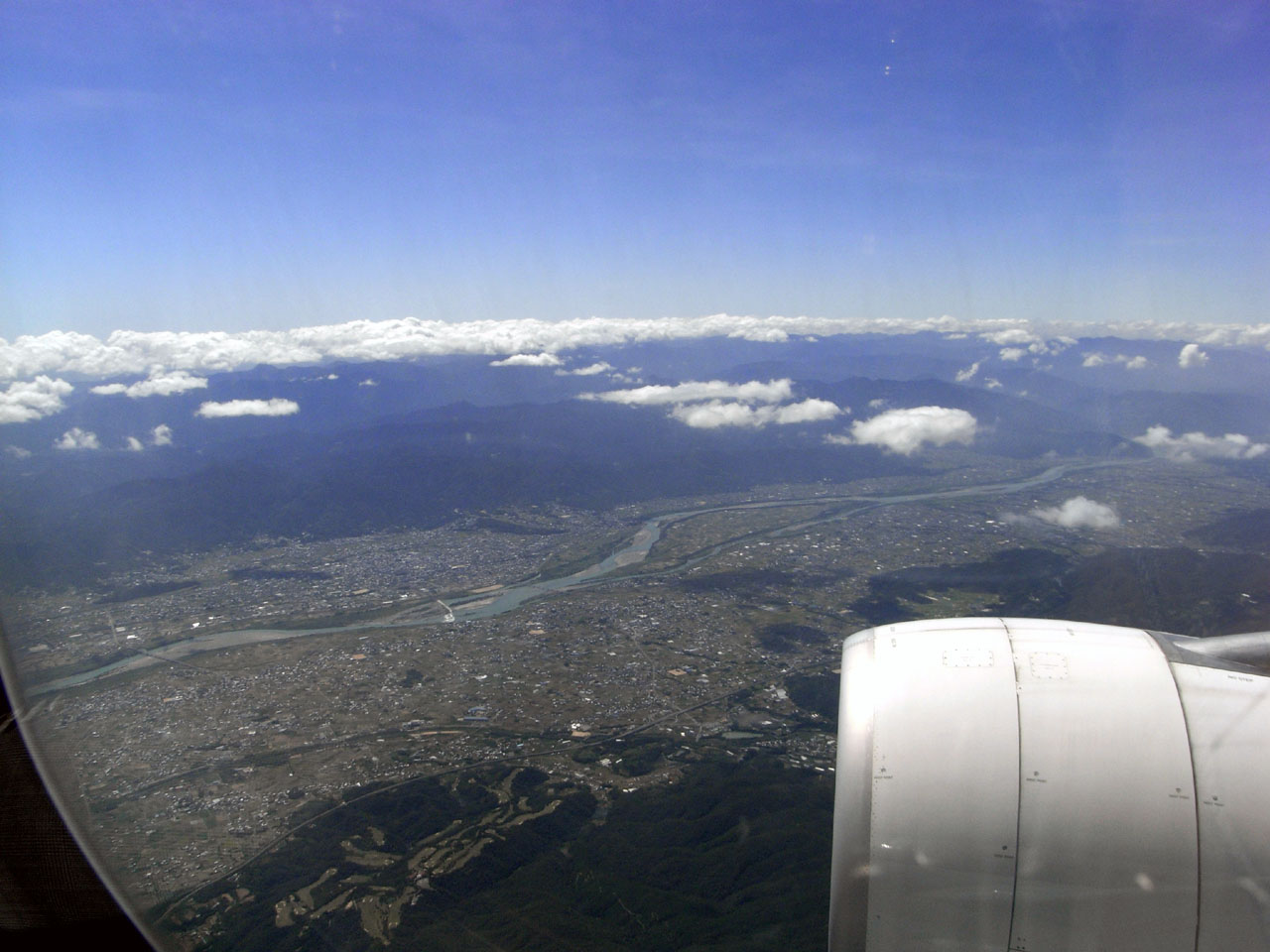
吉野川中流域。阿波市・吉野川市周辺
2007年9月19日撮影

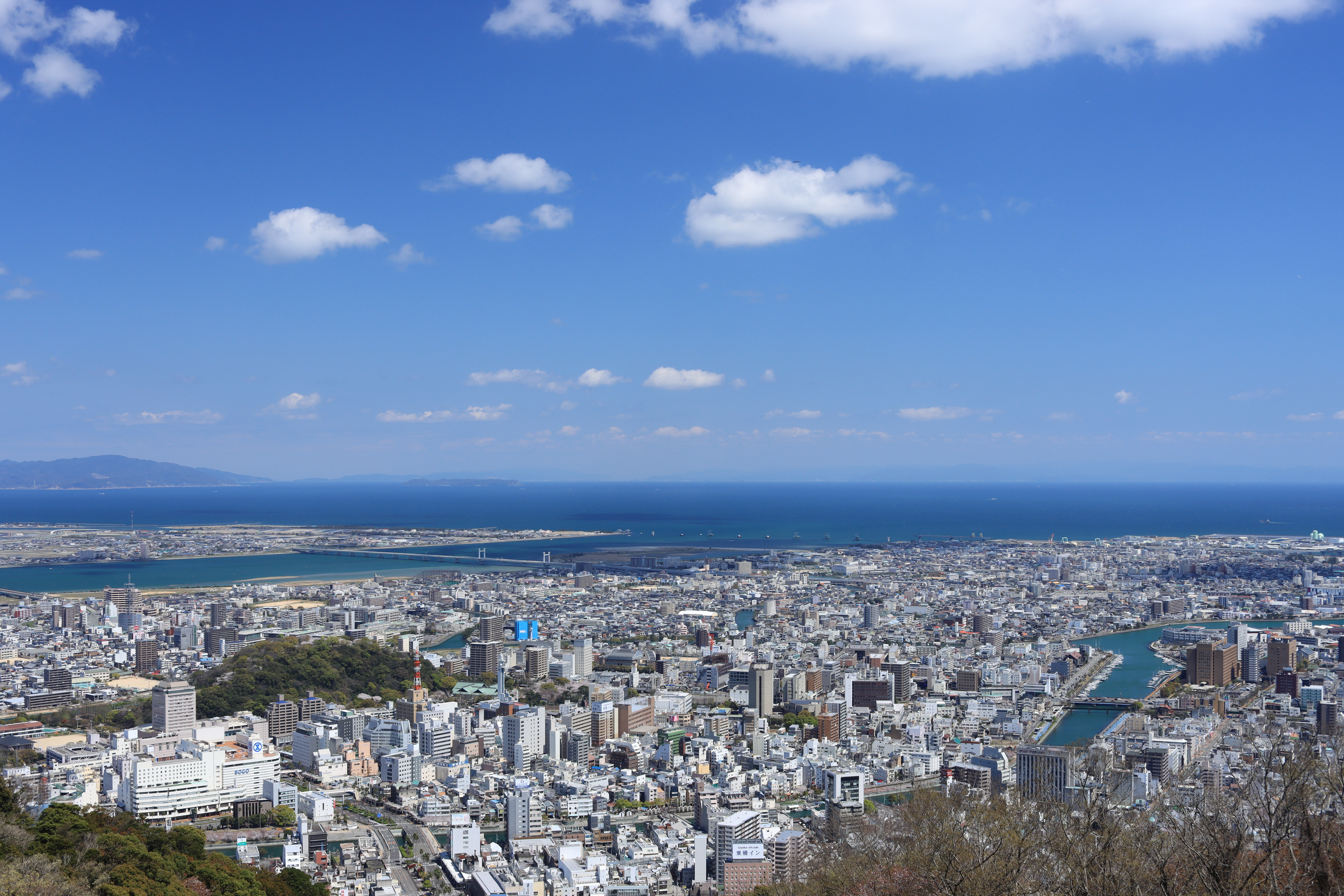
吉野川河口（手前は徳島市街地）
2020年4月5日撮影

吉野川（よしのがわ）は、高知県と徳島県を流れる一級水系。吉野川水系の本流で流路延長194 km、流域面積3,750 km2。徳島市で紀伊水道に注ぐ。川幅最長部は2,380 m。

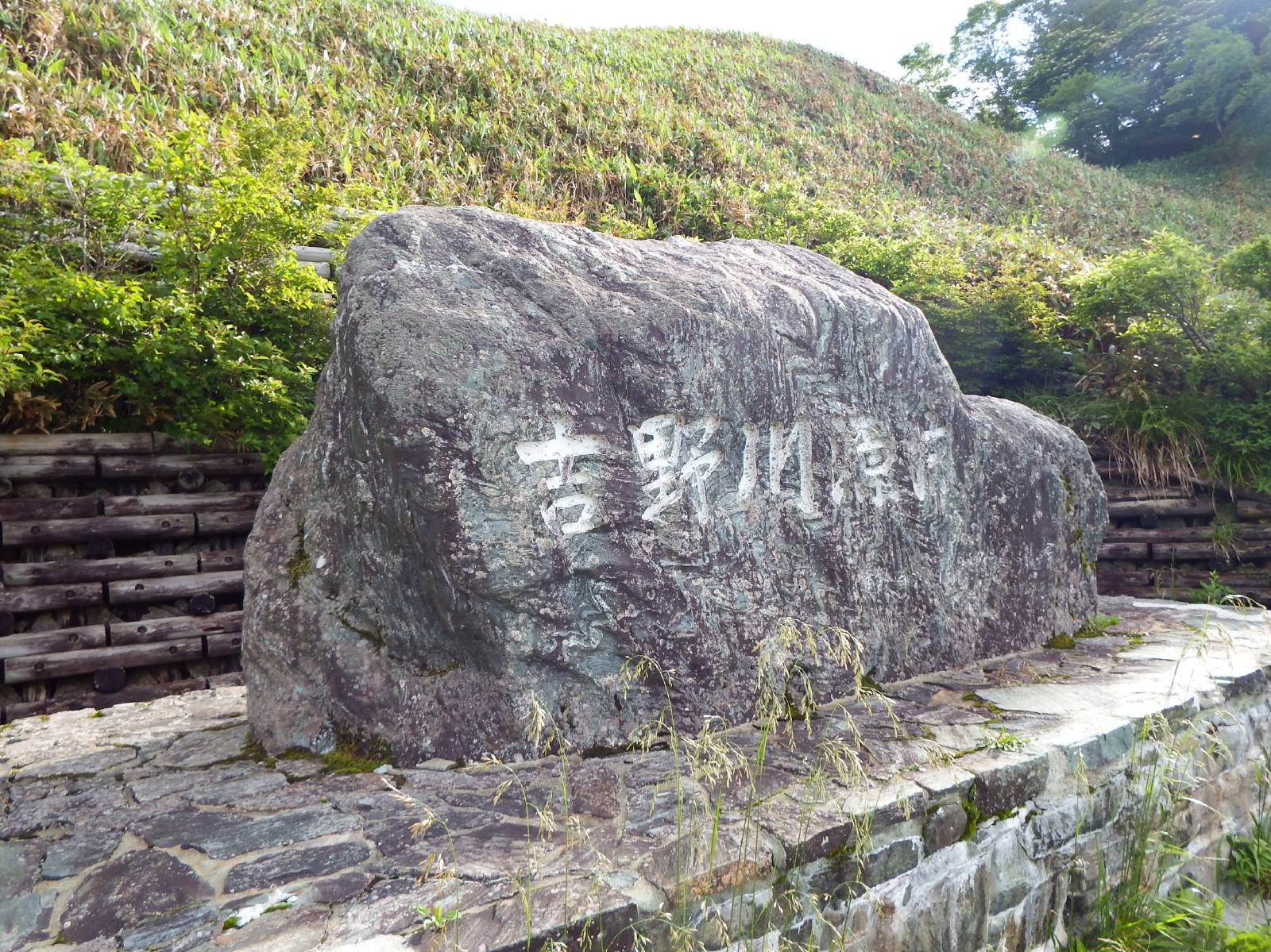
源流の碑は瓶ケ森の南側を走る瓶ケ森林道脇にある

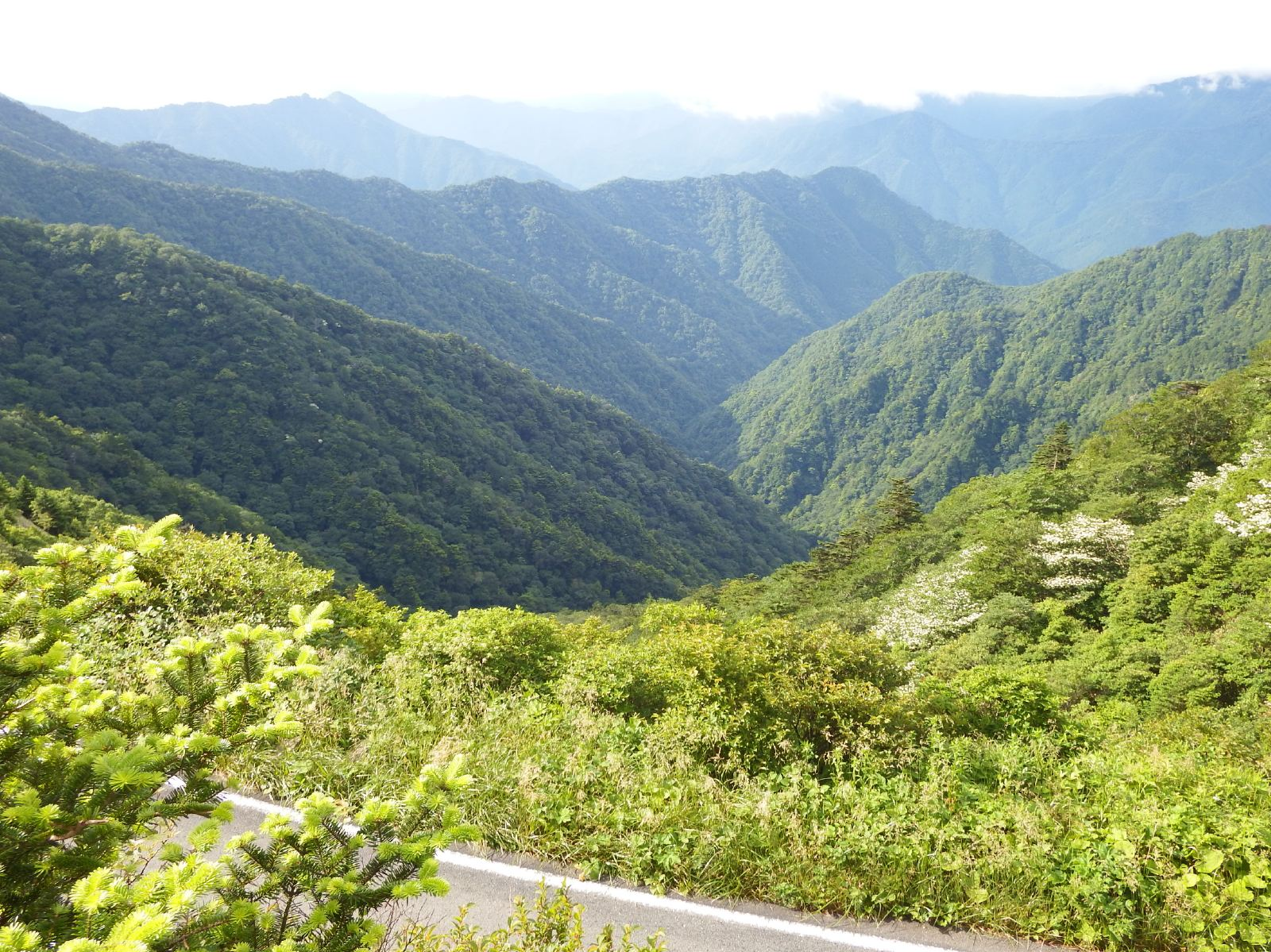
源流の碑から見る

総延長は江の川に次いで全国で13番目に長く、川幅は荒川に次いで全国で2番目に大きい。日本三大暴れ川の1つとして数えられ、利根川（坂東太郎）・筑後川（筑紫次郎）と並び四国三郎（しこくさぶろう）の異名を持つ。

## 地理
愛媛県の西条市と高知県の吾川郡いの町に頂を有する瓶ヶ森（標高1896.2 m）より湧き出で、いの町の白猪谷を最源流 とし、四国山地の南側を東流、その後高知県長岡郡大豊町で向きを北に変え、四国山地を横断する。徳島県の三好市山城町で愛媛県の新居浜市の冠山を源とする最長の支流、銅山川が合流し、三好市池田町の池田ダムで香川用水により香川県に分流、三好市池田町で再び東流し、徳島市で紀伊水道に注いでいる。高知、愛媛、徳島が関係するため、かつて、この付近では三土地川（みどちがわ）とも呼ばれていた。
讃岐山脈と四国山地に挟まれた下流域では徳島平野を形成している。吉野川の流域面積は約3750 km2であり、これは四国の面積の約2割に当たる。唯一水流が四国4県に及ぶ水系である。ただし各県内で一番長い川は高知県では四万十川（四国最長）、徳島県では那賀川である。

### 本川沿岸の自治体
高知県
（上流域）吾川郡いの町、土佐郡大川村、土佐郡土佐町、長岡郡本山町
（中流域）長岡郡大豊町
徳島県
（中流域）三好市、三好郡東みよし町
（下流域）美馬郡つるぎ町**、美馬市、吉野川市**、阿波市*、板野郡上板町、名西郡石井町**、板野郡藍住町*、徳島市
（*は北岸 / 左岸にのみ位置する自治体、**は南岸 / 右岸にのみ位置する自治体）

### 本川は流れていないが、支流が流れている自治体
高知県
南国市、香美市
徳島県
名西郡神山町、名東郡佐那河内村、鳴門市、板野郡板野町、板野郡北島町、板野郡松茂町
愛媛県
新居浜市、四国中央市
香川県
木田郡三木町、さぬき市、東かがわ市

## 吉野川開発史
「坂東太郎」（利根川）・「筑紫次郎」（筑後川）と並び「四国三郎」と渾名される吉野川の名は「ヨシが河原に多く繁る川」から来たと言われている。四国四県を網羅するその水系は流域の生命線として多大なる恩恵を与えると同時に、数多くの水害の歴史を持つ。有史時代では886年（仁和2年）の洪水が初出である。

### 徳島藩の治水事業
吉野川の河川開発が本格的に開始されたのは江戸時代に入ってからのことである。1585年（天正13年）、長宗我部元親を四国征伐で下した豊臣秀吉は、功のあった蜂須賀正勝を阿波国一国17万石に封じた。これより蜂須賀氏による阿波支配は始まる。後に蜂須賀家政・蜂須賀至鎮父子は徳川家康に与し大坂の陣の功績により淡路国も与えられ阿淡25万石の太守となった。以後徳島城を本拠として代々の藩主は領国の経営に当たるが、最大の課題は吉野川の治水・利水であった。
特に阿波は、国内での豪雨の他に上流の土佐藩領内で豪雨が降ると、阿波で雨が降らなくても水害に見舞われる状況であった。このため阿波での豪雨に伴う水害を「御国水」、土佐藩内での豪雨に伴う水害を「阿呆水（土佐水）」と呼んだ。初期の対策としては築堤の他水防竹林の植生があり、「筍奉行」を設置して竹林の整備を重点的に行った。一方、住民の水防対策としては「石囲い」や石垣による住居嵩上げで防衛策を取った。これは木曽川の水屋に似たものであるが、その石垣は均整の取れた見事なものである。徳島県名西郡石井町に現存する「田中家住宅」は石垣で囲まれた江戸時代の屋敷構えを残し、国の重要文化財に指定されている。
下る19世紀中期には貞光代官・原喜右衛門により「藤森堤」が完成している。この築堤は難工事となり工費が増大し、喜右衛門の私財も投じられたが金策に尽き、近隣8ヵ村の住民らは無償での苦役を強いられた。農民らの窮状を見かねた武田助左衛門が藩主蜂須賀光隆にご法度を破って直訴を敢行し獄死するが、喜右衛門も職を免じられ、見積もり違いと不調法のかどで切腹している。家来2人も追腹を切り、治水に殉じた3人は1893年に創設されたつるぎ町の三王神社に祀られている。このことから、藤森堤は三王堤とも呼ばれている。

### 新田開発と干拓
利水に関しては、新田開発に絡む事業が多い。元来阿波は藍染めの盛んな地域で、稲作よりも普及していた。だが、人口増加や天候不順に伴う飢饉の頻発、藩財政の逼迫等複合的要因から新田開発による年貢増徴を藩は図ろうとした。だが、実情は藩主導というよりは筑後川と同様に庄屋等の民間主導によるものである。1692年（元禄5年）名東郡島田村庄屋・楠藤吉左衛門は島田村・蔵本村・庄村3か村の新田開発を図るため、旧佐吉川筋に幅10間 （18 m）・延長200間 （360 m） の用水路開削に着手した。だが藩からは規模の半分しか許可されなかったため、計画を縮小しての工事となった。1699年（元禄12年）完成した袋井用水は、その後も子の楠藤善平、孫の楠藤繁左衛門によって拡充され3か村数百町歩を潤した。なお藩から御褒美米30俵が下賜されたが吉左衛門は丁重に辞退している。
1752年（宝暦2年）第十堰が完成している。当初は徳島城防衛のために第4代藩主・蜂須賀綱通が別宮川（現在の吉野川）を開削したが、その後の洪水で別宮川が本流となってしまい、吉野川本流（現在の旧吉野川）に水が流れなくなったため、水量調整と灌漑を目的として第十堰は完成した。一方、土佐藩領内の長岡郡では、家老野中兼山により地蔵寺川筋に新井堰を建設、そこから新井溝用水を開削・引水し長岡郡内の灌漑を図った。
その旧吉野川・今切川筋であるが、河口部において新田開発を目的とした干拓事業が行われていた。嚆矢となったのは17世紀中頃に大坂の豪商・三島泉斎によって着手された笹木開拓であるが、洪水や波浪によって事業は頓挫し泉斎は破産。その後数代を経て難工事は完成した。続く1783年（天明3年）には伊澤亀三郎による開拓が行われた。これは大坂の豪商・鴻池家の援助により行われ、子の伊澤速蔵・孫の伊澤文三郎の3代に亘り笹木開拓地の北端・西端に石積み堤防を築き波浪・洪水を防止、開拓を成功させた。これを住吉新田と呼び現在でも伊澤家3代の遺徳が偲ばれている。さらに1804年（文化元年）には坂東茂兵衛によって豊岡開拓が行われ、防潮・防風を目的に20万本の松を植林し築堤。今切川下流の新田開発を図った。この開拓は孫で今切川用水裁判人の役職に就いていた豊岡茘敦（れんとん）によって完成を見た。
こうして新田開発とそれに伴う利水事業は進められたが、総合的な灌漑は遅々として進まなかった。こうした中1850年（嘉永3年）に後藤庄助が徳島藩勧農方に「吉野川筋用水存寄申上書」を提出、さらに1865年（慶応元年）には庄野太郎が「芳川（吉野川）水利論」を著し、吉野川南岸用水の必要性を論じた。この計画は後の麻名用水事業に結実して行く。一方、豊岡茘敦も1874年（明治7年）に「疎鑿迂言」を著し吉野川北岸部の用水整備と藍染依存からの転換を論じた。だが彼の意見が実現をみるには1990年（平成2年）の吉野川北岸用水事業の完成を待たねばならなかった。

### 明治期の河川開発～麻名用水と第十樋門～
明治時代に入り、近代河川技術が吉野川にも導入された。1884年（明治17年）に全国の河川整備に携わったヨハニス・デ・レーケは吉野川を視察。翌1885年（明治18年）より旧内務省と徳島県の共同事業として「吉野川改修工事事業」が着工した。だが1888年（明治21年）7月の水害で流域は大きな被害を受け、原因を河川整備の不備・失策と見た住民は蜂起して工事事務所を襲撃し改修事業を中止に追い込んだ。この暴動を「覚円騒動」と呼び、以降河川改修は中断した。
一方利水に関しては1906年（明治39年）より麻名用水の建設が開始された。元来は麻植郡・名西郡の農地開墾と藍染から稲作への転換を目的に、麻植郡郡長・井内恭太郎が中心となって1899年（明治32年）に「麻植・名西郡水利組合」を結成したことが発端である。だが藍染を生業とする業者や負担金分担に反対する者による激烈な反対運動で一時頓挫した。ところが1903年（明治36年）ドイツ製化学染料が輸入されたことにより藍染業者は大打撃を受け、翌明治37年の大旱魃も重なって用水開鑿の重要性がにわかにクローズアップされた。名西郡郡長に転出していた井内は用水建設の総指揮を執り、1912年（明治45年）に完成させた。さらに1914年（大正3年）には用水機能補完のための飯尾川引水事業も完成。吉野川南岸の灌漑は飛躍的に整備された。
大正時代に入ると「覚円騒動」で中断していた治水事業も復活。吉野川各地に水刎水制であるケレップ水制が設置された。また、旧吉野川との分流点・第十堰付近には旧吉野川の洪水調節・河川維持用水を目的に1923年（大正12年）に第十樋門が建設された。当時日本一の樋門として吉野川の名所となり多くの見物客が訪れた。
1926年（大正15年）5月8日、吉野川河川改修工事竣工式が徳島市外吉野河原で開催。その後1927年（昭和2年）に吉野川築堤は完成し第1期吉野川改修事業は完了した。この堤防はその後流域を襲った1934年（昭和9年）の室戸台風や1945年（昭和20年）の枕崎台風、さらには吉野川最大の出水となった1954年（昭和29年）の台風12号、1959年（昭和34年）の伊勢湾台風、1961年（昭和36年）の第2室戸台風においても破堤せず洪水防御に役立った。

### 銅山川分水と利害の対立
一方、愛媛県宇摩地方（現在の四国中央市一帯）では慢性的な水不足を解消するため、銅山川からの分水計画・銅山川分水を安政年間より計画していた。1924年（大正13年）に宇摩郡疏水組合が結成され、翌年には「銅山川疏水事業期成同盟会」が結成されて、法皇山脈を貫く導水事業の早期完成を行政に促した。これを受け愛媛県は1928年（昭和3年）に柳瀬ダムを銅山川に計画して利水・発電を目論んだ。
1931年（昭和6年）に愛媛県と徳島県は「分水に関する仮協定覚書（第一次分水協定）」を締結したが、土居徳島県知事は事前に県会の承認を得る事を定めていた内務省令を無視し、勝手に覚書を交わしていた。これに徳島県会が猛反発した。また、内務省の担当者がダム計画の説明に県会を訪れたが、分水反対派の三木熊二県議に利水計画に対してダム容量が少なすぎることを指摘されたばかりか、住民説明会では、住民側から吉野川の想定流量が現実の値をかけ離れている事を指摘され、説明を求められると、鉄道乗車予定時刻を理由に退席しようとした。今夜の宿代と鉄道運賃を支払いを申し出て住民説明会の継続を求める住民側に対し、内務省担当者は強引に退席するという前代未聞の珍事に発展した。これらの内務省側の対応に激怒した徳島県会を見て、愛媛県側は一戸愛媛県知事と県議数名を代表とする交渉団を徳島県会に送り込み、単独交渉を開始したものの、覚書の順守を求める愛媛県側と新たに覚書を作り直すことを求める徳島県側が対立し、交渉は成立しなかった。
翌年には、徳島県会は三木熊二を中心とする反対派が大勢を占め、三木熊二は「分水問題とは分水嶺の遥か彼方に水を持って行こうとするものである。分水は愛媛の農民を助けることかもしれないが、分水のせいで徳島の農民が水不足にあえぐことは認められない。また、愛媛側が水を違法に得ようとした場合、下流の徳島側は絶対的に不利である。一度吉野川を離れた水は二度と戻らない。」と演説し、徳島県会は全会一致で分水反対を決議した。再度愛媛県側は交渉団を派遣したが、話は平行線のまま終わった。
結局は内閣側が調停に乗り出し、徳島県側は発電計画を中止する縮小案で妥協することを認め、1938年（昭和13年）1月31日に第一次分水協定が成立した。また折からの戦時体制で軍需省が発電事業への参入を決定。1945年（昭和20年）2月11日に発電用水を目的とする第二次分水協定が成立したが、混乱する中終戦を迎えることとなった。
戦後、愛媛県側は工事を再開しようとしたが、徳島県側は第二次分水協定は戦中の軍国主義体制の中、国策として制定されたものであり、協定内の下流放水量に問題があり、両県の協議も整っていないとして異論・反発が起こった。この結果、内務省、四国行政事務局などが間に入り、第一次分水協定と同量まで下流放水量まで増量することが決定し、これに加え柳瀬ダムに洪水調整目的も加えた多目的ダムとすることが決定され、1947年（昭和22年）3月1日第三次分水協定が締結された。その後、愛媛県より委託された建設省の手によって柳瀬ダムの工事が開始された。その後協議が繰り返され、1951年（昭和22年）3月23日に第四次分水協定を締結し、柳瀬ダムの堤高を53m以上と明記し、銅山川からの分水が柳瀬ダム完成前からでも可能という協定を徳島県側から得た。

### 銅山川違法水利事件
1956年、徳島県側から銅山川からの水量が少なく、愛媛県側が協定以上に銅山川から取水しているのではないかという意見が出始め、徳島県からは強い抗議と同時に愛媛県側が協定遵守するよう建設省に要求した。建設省側は調査の結果、暫定通水中の昭和26年から昭和31年までの間、愛媛県が通常取水してもよい水量（毎秒3.3トン）から大幅に高い量（毎秒5.8トン）を取水していることが判明した。このように愛媛県側が大量取水していた原因は2つあり、愛媛県側が発電用水の最大使用量を遥かに超え、過負荷運転時の水量を使用しての発電が常態化していたことと、発電用水と灌漑用水を別々と考えていた愛媛県側と、発電用水を使用した後の水は灌漑用水に使用すると考えていた徳島県側の齟齬があったことであった。この事態は、分水協定の齟齬と愛媛県側の伊予三島・川之江（現：四国中央市）の工業用水の需要を満たすために行った違法利水であった。愛媛県側には建設省中国四国地方建設局から徳島県との協定を遵守するよう強い指導があり、徳島県と愛媛県間の損害賠償問題へと発展した。しかし、愛媛県側は一度は協定どおりに従ったものの、伊予三島・川之江地区の水資源枯渇は深刻であり、愛媛県側は建設省に同地区でも銅山川分水の工業用水を使用したいと願い出、徳島県との交渉の斡旋を要望した。当時、徳島県では愛媛県が引き起こした協定違反に対して険悪な感情が湧き上がっており、直接交渉はほぼ不可能な状態であった。建設省と両県の交渉は、以前の協定の遵守を強硬に主張する徳島県側と工業用水の取水を行いたい愛媛県側で平行線をたどったが、建設省中国四国地方建設局長が間に入り、以下の3点で合意することに成功した。（第五次分水協定）
- 今後、愛媛県が違法取水しないように分水取水口は建設省中国四国地方建設局が管理を行う。
- 無駄に消費されている年間2千万トンの水を有効利用する。
- 分水協定を改定し、伊予三島・川之江地区に分水を供給する

この第五次分水協定により柳瀬ダムの分水は細かく定められ、吉野川の岩津地区の水位と銅山川流量によって、その日の放水量を決定されるようになった。また、一連の違法利水問題が原因で、当時徳島県知事であった原菊太郎は「今後一切分水する事まかりならん」と公言し、徳島県は当時持ち上がっていた吉野川総合開発事業から分水計画を外すように求めるようになり、吉野川総合開発事業が徳島の反対で遅れることとなった。

### 吉野川総合開発事業

#### 吉野川総合開発計画
戦後の吉野川水系の開発は、複数の事業者によって同時進行で進められた。先行したのは電気事業者で、日本発送電が過度経済力集中排除法の適用を受け1951年（昭和26年）5月に分割・民営化したことで、四国地方においては四国電力が四国四県の発電施設を全て継承した。既に1931年（昭和6年）に吉野川水系初のコンクリートダムである明谷ダム（明谷川）、1939年（昭和14年）に戦前では屈指の大ダムである大橋ダム（吉野川）が完成していたが、これら水力発電事業の拡充を図った。四国電力は1949年（昭和24年）に完成していた長沢ダム（吉野川）や大橋ダム等の旧日本発送電施設を継承した他、さらに大森川や穴内川に発電ダムの計画を進めた。
一方、1938年（昭和13年）から内務省によって吉野川河水統制事業の予備調査が進められていたが、戦争により中断。銅山川分水も愛媛県と徳島県の対立が解けぬまま中断していた。さらには1946年（昭和21年）に南海地震が発生、旧吉野川・今切川河口部で地盤沈下が発生し今切川樋門等の防潮施設が破損、汐止め効果が減退した。こうしたことから吉野川水系の総合開発の必要性が問われた。
1949年、経済安定本部は全国の主要水系10水系を対象に、多目的貯水池による総合的な治水対策を柱とした「河川改訂改修計画案」を発表した。吉野川も対象として選定され「吉野川改訂改修計画」が建設省治水調査会より経済安定本部に答申された。この計画において初めて早明浦（さめうら）ダムが登場。また早明浦ダム直上流に桃ヶ谷ダムを、銅山川には柳瀬ダム下流に大野ダムを建設する計画を立てた。翌年には、吉野川改訂改修計画を発展させた「吉野川総合開発計画」をまとめた。この計画では吉野川本川に二箇所の巨大なダムを建設するほか、支流の銅山川・穴内川に洪水調節用のダムを建設。また、大森川には発電専用ダムを建設した上で徳島県三好郡池田町（現在の三好市）に上流ダム群から放流した水を平均化する逆調整池を建設するという方針を採った。
- 吉野川総合開発計画によるダム案[11]

| ダム                    | 河川   | 現行規模          | 経済安定本部 原案 | 経済安定本部 修正第一案 | 経済安定本部 修正第二案 | 電源開発B案      | 電源開発A案      |
| ----------------------- | ------ | ----------------- | ----------------- | ----------------------- | ----------------------- | ---------------- | ---------------- |
| 早明浦ダム              | 吉野川 | 106.0 316,000,000 | 72.0 147,000,000  | 72.0 147,000,000        | 80.0 165,000,000        | 92.0 255,000,000 | 92.0 255,000,000 |
| 敷岩ダム                | 吉野川 | －                | －                | －                      | －                      | 33.0 36,500,000  | 33.0 36,500,000  |
| 永淵ダム                | 吉野川 | －                | －                | －                      | －                      | －               | 26.0 6,600,000   |
| 赤野ダム                | 吉野川 | －                | －                | －                      | －                      | －               | 28.0 4,800,000   |
| 小歩危ダム              | 吉野川 | －                | 126.0 307,500,000 | －                      | 106.0 165,000,000       | 90.0 106,000,000 | 38.0 10,000,000  |
| 大佐古ダム              | 吉野川 | －                | －                | 146.0 676,000,000       | －                      | －               | －               |
| 池田ダム                | 吉野川 | 24.0 12,650,000   | 17.0 14,800,000   | 10.0 5,700,000          | 17.0 14,800,000         | 17.0 14,800,000  | 17.0 14,800,000  |
| 川崎ダム                | 吉野川 | －                | 29.6 4,200,000    | －                      | 29.6 4,200,000          | －               | －               |
| 大森川ダム              | 大森川 | 73.2 19,120,000   | 60.0 18,000,000   | 60.0 18,000,000         | 60.0 18,000,000         | 60.0 18,000,000  | 60.0 18,000,000  |
| 樫谷ダム （穴内川ダム） | 穴内川 | 66.6 46,260,000   | 65.0 48,000,000   | 65.0 48,000,000         | 65.0 48,000,000         | 65.0 48,000,000  | 65.0 48,000,000  |
| 岩戸ダム （新宮ダム）   | 銅山川 | 42.0 13,000,000   | 136.0 289,000,000 | －                      | 116.0 163,000,000       | －               | －               |
| 大野ダム （新宮ダム）   | 銅山川 | 42.0 13,000,000   | －                | －                      | －                      | 65.0 41,500,000  | 65.0 41,500,000  |

この計画の目的は早明浦と小歩危（または大佐古）の二大ダムを建設して巨大な人造湖を形成することで吉野川本流の洪水を調節するほか、銅山川と穴内川のダムによって支流からの洪水も調節。また貯水した湖水を徳島県への農業用水として利用するほか、吉野川改訂改修計画で立案された大野ダム計画を拡大させた岩戸（または大佐古）ダムより慢性的な水不足に悩む愛媛県宇摩地域（現在の四国中央市・新居浜市一帯）に銅山川分水を通じて農業用水を既設の柳瀬ダムと共に供給。併せて有効落差を利用して水力発電を行うというものである。この時早明浦ダムの直上流に計画されていた桃ヶ谷ダム計画は廃止された。
翌1951年（昭和26年）には国土総合開発法が施行され、吉野川総合開発推進のために「四国地方総合開発審議会」が設置された。さらに翌1952年（昭和27年）には「電源開発促進法」も施行され、電源開発が吉野川水系の電源開発に乗り出した。こうして複数の事業者が吉野川水系の開発に乗り出したことから調整の必要性が生まれた。折から1954年（昭和29年）の台風12号で吉野川は過去最高の出水を記録したことから河川整備の再検討にも迫られた。1958年（昭和33年）には建設省四国地方建設局（現・国土交通省四国地方整備局）が中国地方建設局から分離する形で設置され、安本案や各電気事業者の開発案を総合的に調整し作成された「吉野川総合開発事業」が本格的に推進された。
この時までに経済安定本部より三案、電源開発より二案が提出されてダム地点や規模、目的について議論がなされた。この間、柳瀬ダムが完成し銅山川分水が仮通水したものの、開発審議会において徳島県が必要以上の分水に反対し事業の推進が滞り、しびれを切らした四国電力は単独で電源開発を進め大森川ダム・穴内川ダムを相次いで完成させた。建設省と電源開発は四国電力の離脱後、早明浦・小歩危・池田の三ダムを建設して洪水調節のほか早明浦と小歩危ダム間で揚水発電を行い、加えて讃岐平野への導水を視野に入れた開発計画をまとめた。だが小歩危ダムについては当初の計画案で建設すると水没面積が高知県長岡郡本山町中心部付近まで達することになり、規模を高さ38.0メートル・1千万トンにまで縮小したとしても名勝の大歩危・小歩危の水没が免れないことから地元の反発が大きく、1971年（昭和46年）には小歩危ダム計画の断念を余儀無くされ、最終的に早明浦ダムと池田ダムによる総合開発計画に縮小された。

#### 吉野川水系水資源開発基本計画
1960年（昭和35年）「四国地方開発促進法」が制定され、四国四県の総合的な発展が図られた。折から高度経済成長期に突入する時期であったが四国地方は水資源の安定確保が難しく、特に香川県・徳島県吉野川北岸地域・愛媛県宇摩地域は水不足に悩まされた地域でもあった。1962年（昭和37年）「水資源開発促進法」の制定に伴い、水資源開発公団（現・独立行政法人水資源機構）が発足。利根川・木曽川・淀川等の総合的水資源開発が計画されたが、吉野川についても総合的な水資源開発を図り安定的・平等な水供給を四国全域に図るべく、1966年（昭和41年）に「水資源開発水系」に指定され、「吉野川水系水資源開発基本計画」（フルプラン）が策定された。
この中心として計画されたのが先の「吉野川総合開発計画」においても中心的事業として計画されていた早明浦（さめうら）ダムであり、建設省から公団へ事業継承がなされた。1968年（昭和43年）には阿讃地域の慢性的水不足解消を図る根幹施設である池田ダム・香川用水・吉野川北岸用水事業が計画され、1971年（昭和46年）には吉野川の水を四国山地を貫き鏡川へ導水し高知市等の水源とする高知分水事業も計画された。
これら香川・徳島・高知への導水事業の水源として早明浦ダムは重要な施設となり、水没地域の大川村等による壮絶な反対運動を克服し1975年（昭和50年）に完成した。池田ダムも同年に完成しダムから取水された水は讃岐山脈を貫いて慢性的な水不足に数百年悩まされた香川県へ導水された。この香川用水の完成は県民の悲願でもあり、現在でも重要な水源として県全域の水需要を担っている。1978年（昭和53年）には高知分水が完成し、早明浦ダムの水は鏡川の鏡ダムを通じて高知市等の水需要を担っている。
南海地震で防潮機能が低下していた今切川樋門・旧吉野川樋門も改良され、旧吉野川河口堰・今切川河口堰が建設され塩害防止と利水に供用された。農林水産省中国四国農政局によって進められていた「国営吉野川北岸農業水利事業」の根幹である吉野川北岸用水も池田ダムを水源として1990年（平成2年）完成し、豊岡茘敦の発案した事業は126年の時を経て実現した。
一方、銅山川分水は愛媛分水として拡充され、1964年（昭和39年）には幹線水路が完成していたが水源の整備も進み柳瀬ダム・早明浦ダムのほか旧岩戸ダムの後継として新宮ダムが1976年（昭和51年）に銅山川に完成。さらに2000年（平成12年）に富郷ダムが完成するにおよび愛媛分水の水源が完備された。富郷ダムの完成に伴い、長年の懸案であった「吉野川総合開発事業」は完了することになった。

### 環境保護と水不足

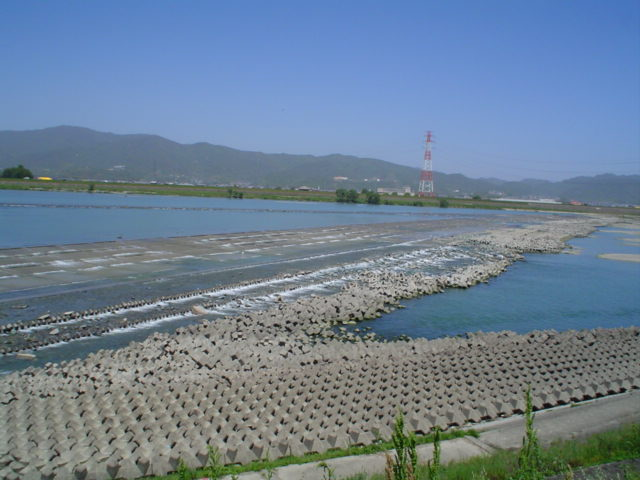
第十堰

だが、開発と自然保護との対立もあった。電源開発は吉野川電源開発計画の中で早明浦ダムを上池、小歩危ダムを下池として揚水発電を行い池田ダムを逆調整池として発電所を建設する計画を立てていた。ところが下池の小歩危ダムが、名勝の大歩危・小歩危を水没させることから地元住民からの猛反対を受け、電源開発計画自体を大幅に縮小せざるを得ない事態となった。同時期、東では尾瀬原ダム計画反対運動が繰り広げられており、河川開発と自然保護の兼ね合いが大きな問題となった。
1982年（昭和57年）には「吉野川水系工事実施基本計画」に基づき第十堰直下流に可動堰を建設して治水・利水を図る「吉野川可動堰計画」が立案された。これに対し流域の市民は計画の内容について国交省に質問し、後に「徳島方式」と呼ばれる国交省と住民、学識経験者と環境保護団体などが共同でシンポジウムや勉強会を開催することになる。川の未来を決めるのは誰かを問いかけるこの動きは2000年（平成12年）に可動堰建設の賛否を巡る徳島市住民投票にまで発展した。結果可動堰には反対する票が投票全体の90%を超え、これを受けて徳島市は建設反対に転じた。さらに2002年（平成14年）の徳島県知事選挙で建設反対派の知事が当選。当時の中山正暉・国交省大臣によって可動堰計画は完全に白紙凍結となった。2010年3月23日 前原誠司・国土交通相は住民投票で白紙となった国の吉野川可動堰（ぜき）計画について「（復活は）ありえない」と中止を明言した。
一方、1994年（平成6年）と2005年（平成17年）に水不足は吉野川に深刻な渇水を招き、特に2005年の渇水では早明浦ダムの貯水率が0%となった。吉野川流域の渇水被害は徳島県だけで約50億円にも上った。また、徳島県が吉野川に保有する慣行水利権の取り扱いを巡り国土交通省四国地方整備局と徳島県が対立するなど水を巡る争いはいまだに収まっていない。吉野川総合開発事業は完了したものの、今後水不足に対しどう対応するかが新しい問題として問われている。

## 吉野川源流の森
源流部は石鎚国定公園の指定区域内にあり、1995年（平成7年）に林野庁が選定した「水源の森百選」の一つ「吉野川源流の森」として選定された。
| 山岳   | 面積（ha） | 標高（m）   | 人工林（%） | 天然林（%） | 主な樹種                 | 制限林                             | 種類                                             |
| ------ | ---------- | ----------- | ----------- | ----------- | ------------------------ | ---------------------------------- | ------------------------------------------------ |
| 石鎚山 | 830        | 750 ～1,880 | 5           | 95          | ブナ・ツガ・モミ・ヒノキ | 水源かん養保安林、瓶ヶ森自然休養林 | 流水（吉野川）、ダム貯水（長沢ダム、早明浦ダム） |

高知分水 や愛媛分水 で分水嶺を導水し吉野川本流も併せ四国地方の水源にもなっている。また森林はほとんどが樹齢100年を超えるウラジロモミやブナの落葉広葉樹林の天然林であり、新緑や紅葉が見事な森となっている。
所在地：高知県土佐郡いの町大字寺川字寺川山（データは指定年1995年（平成7年）7月）

## 吉野川水系の主要河川
- 高知県
  - 大森川
  - 瀬戸川
  - 汗見川
  - 立川川
  - 穴内川
- 愛媛県・徳島県
  - 銅山川
- 徳島県
  - 祖谷川
  - 貞光川
  - 穴吹川
  - 飯尾川
  - 宮川内谷川
  - 旧吉野川
  - 今切川
  - 鮎喰川
  - 新町川
  - 園瀬川

## 吉野川水系の河川施設
吉野川水系の河川施設は、1966年（昭和41年）の「吉野川水系水資源開発基本計画」（フルプラン）に基づき、四国地方整備局と水資源機構関西・吉野川支社吉野川本部により管理・運営されている。2000年（平成12年）の富郷ダム完成によって「吉野川総合開発事業」は全ての計画を完了した。
水資源施設のほとんどは水資源機構管理ダムであり、国土交通省直轄ダムは銅山川の柳瀬ダムのみである。これは他の水系ではない珍しい体系である。一方、水力発電施設においては、吉野川本川上流部や祖谷川流域で発電用ダムが多く建設されているが、大規模水力発電所は本川揚水発電所（61.5万 kW）程度である。特殊なところでは銅山川源流部に建設された別子ダムで、住友グループの系列企業である住友共同電力が保有する民間企業所有ダムである。

### 河川施設一覧
| 一次 支川名 （本川） | 二次 支川名 | 三次 支川名 | ダム名         | 堤高 （m） | 総貯水 容量 （千m3） | 型式         | 事業者                | 備考       |
| -------------------- | ----------- | ----------- | -------------- | ---------- | -------------------- | ------------ | --------------------- | ---------- |
| 吉野川               | -           | -           | 長沢ダム       | 71.5       | 31,900               | 重力式       | 四国電力              |            |
| 吉野川               | -           | -           | 大橋ダム       | 73.5       | 24,030               | 重力式       | 四国電力 住友共同電力 | 土木遺産   |
| 吉野川               | -           | -           | 早明浦ダム     | 106.0      | 316,000              | 重力式       | 水資源機構            |            |
| 吉野川               | -           | -           | 山崎ダム       | -          | -                    | 重力式       | 電源開発              | 小堰堤     |
| 吉野川               | -           | -           | 池田ダム       | 24.0       | 12,650               | 重力式       | 水資源機構            |            |
| 吉野川               | -           | -           | 柿原堰         | 堰         | -                    | 固定堰       | 国土交通省            |            |
| 吉野川               | -           | -           | 吉野川第十堰   | 堰         | -                    | 固定堰       | 国土交通省            |            |
| 吉野川               | -           | -           | 吉野川可動堰   | 6.2        | 6,500                | 可動堰       | 国土交通省            | 凍結中     |
| 大森川               | -           | -           | 大森川ダム     | 73.2       | 19,120               | 中空重力式   | 四国電力              |            |
| 瀬戸川               | -           | -           | 稲村ダム       | 88.0       | 5,800                | ロックフィル | 四国電力              |            |
| 穴内川               | -           | -           | 穴内川ダム     | 66.6       | 46,260               | 中空重力式   | 四国電力              |            |
| 祖谷川               | -           | -           | 名頃ダム       | 37.0       | 1,367                | 重力式       | 四国電力              |            |
| 祖谷川               | -           | -           | 三縄ダム       | 17.0       | 299                  | 重力式       | 四国電力              |            |
| 祖谷川               | 若宮谷川    | -           | 若宮谷ダム     | 32.2       | 94                   | 重力式       | 四国電力              |            |
| 祖谷川               | 松尾川      | -           | 松尾川ダム     | 67.0       | 14,300               | 重力式       | 四国電力              |            |
| 銅山川               | -           | -           | 別子ダム       | 71.0       | 5,628                | 重力式       | 住友共同電力          |            |
| 銅山川               | -           | -           | 富郷ダム       | 111.0      | 53,200               | 重力式       | 水資源機構            |            |
| 銅山川               | -           | -           | 柳瀬ダム       | 55.5       | 32,200               | 重力式       | 国土交通省            | 愛媛県施工 |
| 銅山川               | -           | -           | 新宮ダム       | 42.0       | 13,000               | 重力式       | 水資源機構            |            |
| 銅山川               | -           | -           | 影井堰         | 堰         | -                    | 固定堰       | 水資源機構            |            |
| 銅山川               | -           | -           | 銅山川ダム     | -          | -                    | 重力式       | 四国電力              | 小堰堤     |
| 曾江谷川             | -           | -           | 夏子ダム       | 43.8       | 1,600                | 重力式       | 徳島県                |            |
| 貞光川               | 明谷川      | -           | 明谷ダム       | 19.6       | 52                   | 重力式       | 四国電力              |            |
| 旧吉野川             | -           | -           | 旧吉野川河口堰 | 7.3        | 4,930                | 可動堰       | 水資源機構            |            |
| 旧吉野川             | 宮川内谷川  | -           | 宮川内ダム     | 36.0       | 1,350                | 重力式       | 徳島県                |            |
| 旧吉野川             | 今切川      | -           | 今切川河口堰   | 堰         | -                    | 可動堰       | 水資源機構            |            |

（注）：黄色欄は建設中もしくは計画中のダム・堰。
（注2）：赤欄は建設凍結中のダム・堰（2019年現在）。

## 橋梁など
昭和初期に、当時の最先端技術を投じて架けられ、当時「東洋一の吊り橋」と言われた三好橋がある。いくつかの潜水橋も見ることができる。河口付近では近年の優れた橋梁技術を多数見ることができる。
| 橋                   | 道路                                    | 地域                       |
| -------------------- | --------------------------------------- | -------------------------- |
| 大杉橋               |                                         | 長岡郡大豊町               |
| 川口大橋             |                                         | 長岡郡大豊町               |
| 吉野川橋             | 高知自動車道                            | 長岡郡大豊町               |
| 吉野川橋             | 国道32号                                | 長岡郡大豊町               |
| 薬師橋               |                                         | 長岡郡大豊町               |
| 長瀞橋               |                                         | 長岡郡大豊町               |
| 豊永大橋             |                                         | 長岡郡大豊町               |
| 大岩橋               |                                         | 長岡郡大豊町               |
| 大歩危橋             | 徳島県道45号西祖谷山山城線              | 三好市                     |
| 祖谷口橋             | 徳島県道32号山城東祖谷山線              | 三好市                     |
| 大川橋               |                                         | 三好市                     |
| 第二吉野川橋梁       |                                         | 三好市                     |
| 赤川橋               |                                         | 三好市                     |
| 国政橋               |                                         | 三好市                     |
| 国見山橋             |                                         | 三好市                     |
| 第一吉野川橋梁       | 土讃線                                  | 三好市                     |
| 三好橋               | 徳島県道268号野呂内三縄停車場線         | 三好市                     |
| 池田大橋             | 国道32号・国道192号                     | 三好市                     |
| 池田へそっ湖大橋     | 徳島自動車道                            | 三好市                     |
| 敷之上橋             |                                         | 三好市                     |
| 四国中央橋           | 国道32号                                | 三好市                     |
| 三好大橋             | 香川県道・徳島県道5号観音寺池田線       | 三好市                     |
| 吉野川橋梁           | 土讃線                                  | 三好郡東みよし町・三好市   |
| 吉野川橋             | 徳島自動車道                            | 三好郡東みよし町・三好市   |
| 美濃田大橋           | 徳島県道266号昼間辻線                   | 三好郡東みよし町・三好市   |
| 三三大橋             | 徳島県道132号三加茂三好線               | 三好郡東みよし町           |
| 角の浦大橋           | 徳島県道264号出口太刀野線               | 三好郡東みよし町・三好市   |
| 東三好橋             | 徳島県道262号芝生中庄線                 | 三好郡東みよし町・三好市   |
| 青石橋               | 徳島県道127号美馬半田線                 | 美馬市・美馬郡つるぎ町     |
| 美馬橋               | 国道438号                               | 美馬市・美馬郡つるぎ町     |
| 美馬中央橋           | 徳島県道131号美馬貞光線                 | 美馬市・美馬郡つるぎ町     |
| 小島橋               | 徳島県道・香川県道106号穴吹塩江線       | 美馬市                     |
| 脇町潜水橋           | 徳島県道199号脇三谷線                   | 美馬市                     |
| 穴吹橋               | 国道193号                               | 美馬市                     |
| 岩津橋               | 徳島県道139号船戸切幡上板線             | 阿波市・吉野川市           |
| 瀬詰大橋             | 香川県道・徳島県道3号志度山川線         | 阿波市・吉野川市           |
| 阿波麻植大橋         | 徳島県道125号市場学停車場線             | 阿波市・吉野川市           |
| 香美橋・学島橋       |                                         | 阿波市・吉野川市           |
| 千田橋・川島橋       | 香川県道・徳島県道2号津田川島線         | 阿波市・吉野川市           |
| 阿波中央橋           | 国道318号                               | 阿波市・吉野川市           |
| 西条大橋             | 徳島県道235号宮川内牛島停車場線         | 阿波市・吉野川市           |
| 高瀬橋               | 徳島県道15号徳島吉野線                  | 板野郡上板町・名西郡石井町 |
| 六条大橋             | 徳島県道・香川県道34号石井引田線        | 板野郡上板町・名西郡石井町 |
| 名田橋               | 徳島県道・香川県道1号徳島引田線         | 板野郡藍住町・徳島市       |
| 四国三郎橋           | 徳島県道41号徳島北灘線                  | 徳島市                     |
| 吉野川橋梁           | 高徳線                                  | 徳島市                     |
| 吉野川橋             | 徳島県道39号徳島鳴門線                  | 徳島市                     |
| 吉野川大橋           | 国道11号・吉野川バイパス                | 徳島市                     |
| 阿波しらさぎ大橋     | 徳島環状道路 （徳島県道29号徳島環状線） | 徳島市                     |
| 吉野川サンライズ大橋 | 徳島南部自動車道                        | 徳島市                     |

## 主な名所
中流の大豊町から三好市山城町にかけてはラフティングが盛んである。2017年にラフティング世界選手権が開催された。

### 渓谷
- 大歩危
- 小歩危

### 中州
- 善入寺島 - 日本最大の川中島。四国のみずべ八十八カ所選定。
- 舞中島 - にし阿波お勧めビューポイント100選選定。
- 中鳥島

### 干潟
- 吉野川河口干潟 - 四国のみずべ八十八カ所・とくしま市民遺産選定。

### 景勝地
- 美濃田の淵 - 徳島県指定名勝天然記念物。四国のみずべ八十八カ所・とくしま88景・とくしま水紀行50選選定。
- 鮎戸瀬 - 三好市にある吉野川を遡上する鮎にとっての難所で、アユ釣りのメッカ。

### 祭典
- 吉野川フェスティバル - 毎年7月下旬に徳島市で開催。
- 吉野川市納涼花火大会 - 毎年8月上旬に吉野川市で開催される花火大会。

## かつて存在したもの
- 吉野川連絡船